# 涼果
涼果，是中國的一種醃製小吃，有止暈止嘔、潤肺生津、治肚瀉及嘔吐功用。涼果的製法視乎不同的瓜果而異，經醃製熬煮或浸漬、乾燥而成。

## 作法
通常分為乾製與濕製兩種：
- 乾製：用鹽把它們醃製一段長時間，便把其曬乾，再漂水將過量的鹽份除去，跟著再加進一些糖精和其他醃料，再次把其曬乾。
- 濕製：用鹽水攪拌及漂水，加上糖使其先入味，再曬乾，最後便用糖水把其浸著。